# Institut national de la statistique (Mali)
Pour les articles homonymes, voir Institut national de la statistique.
L'Institut national de la statistique (INSTAT) est le service officiel des statistiques du Mali créé en 2009 par une ordonnance présidentielle en transformant la Direction nationale de la statistique et de l'informatique en un établissement public à caractère scientifique et technologique. Ses activités s'organisent dans le cadre plus général du système statistique du Mali régi à la date de sa création par la loi statistique de 2005.
L'INSTAT est une structure administrative placée sous l'autorité du ministre chargé de la statistique. Ses attributions et son organisation font l'objet d'un décret pris par le président de la République.
Très généralement, l'INSTAT est chargé de promouvoir la recherche, la formation et le développement dans le domaine de la statistique (article 2 de l'ordonnance de création).

## Mission
L'ordonnance créant l'INSTAT prévoit plus précisément qu'il est chargé de :
- entreprendre des recherches et études sur les questions statistiques et économiques, à la demande des administrations publiques et éventuellement des personnes physiques ou morales de droit privé ;
- coordonner les méthodes, les moyens et les travaux statistiques et produire les données et indicateurs nécessaires à la gestion économique et sociale ;
- assurer l'appui et le conseil aux structures du système statistique national ;
- collecter, traiter et analyser les données statistiques ;
- analyser et suivre la conjoncture économique et financière du pays, établir les comptes économiques et produire les renseignements chiffrés utiles à l'élaboration des programmes de développement économique, social et culturel.

## Organisation
Les organes d'administration et de gestion sont : le Conseil d'administration, la Direction générale, le Conseil scientifique et le Comité de gestion. Certains actes d'administration ou de gestion sont soumis à l'approbation préalable ou à l'autorisation expresse du ministre de tutelle. 

### Le Conseil d'administration
C'est l'organe délibérant de l'INSTAT ; il se réunit deux fois par an en session ordinaire et autant que nécessaire en session extraordinaire ; ses attributions sont les suivantes :
- fixer les orientations générales ;
- fixer l'organisation interne, le cadre organique ainsi que les règles particulières relatives à son administration et son fonctionnement ;
- délibérer sur les programmes d'équipement et d'investissement à réaliser et adopter les différents manuels de gestion ;
- adopter le budget prévisionnel, ses modifications éventuelles et arrêter les comptes avant leur transmission à l'autorité de tutelle ;
- examiner et approuver le rapport annuel d'activités du Directeur général et les états financiers ;
- fixer les modalités d'attribution au personnel des indemnités, primes et avantages spécifiques ;
- délibérer sur les acquisitions, dispositions ou aliénations d'immeubles ;
- donner un avis sur toutes questions soumises par l'autorité de tutelle.

Le Conseil d'administration est présidé par le Ministre de tutelle de la statistique ou son représentant. En plus de son président le conseil comporte treize membres, neuf représentant des ministres, un l'Association malienne de la statistique (AMSTAT), un le Conseil national de la société civile, un la Chambre de commerce et d'industrie du Mali, et un les travailleurs de l'Institut. Son secrétariat est assuré par la Direction de l'Institut.

### La Direction générale
Son responsable est nommé par décret pris en conseil des ministres, sur proposition du ministre chargé de la statistique. Il est responsable de la réalisation du programme et des objectifs fixés par le Conseil d'administration et pour cela dirige, anime, coordonne et contrôle l'ensemble des activités de l'Institut, et  il représente l'institut dans tous les actes de la vie civile. Il est assisté par un Directeur général-adjoint, nommé par arrêté du ministre, qui le remplace de plein droit en cas de vacance, d'absence ou d'empêchement.
Entre autres, il est plus précisément chargé de :
- veiller à l'exécution des décisions du Conseil d'administration ;
- élaborer et soumettre à la délibération du Conseil d'administration les objectifs à atteindre, les programmes annuels et pluriannuels et les budgets prévisionnels correspondants ;
- gérer les relations extérieures de l'Institut.

Pendant la période de transition, l'organisation interne demeure celle de l'ancienne DNSI ; à savoir :
- Secrétariat de Direction
- Centre de documentation ;

Cinq divisions
- Synthèses économiques et suivi de la conjoncture
- Méthodes et analyse statistique
- Statistiques démographiques
- Statistiques courantes
- Informatique

Les activités sont relayées au niveau régional par les directions régionales de la planification, de la statistique et de l'informatique, de l'aménagement du territoire et de la population. 

### le Conseil scientifique
Il a pour fonction de donner un avis sur :
- les normes techniques, les nomenclature et les méthodes statistiques ;
- les études et recherches en matière statistique ;
- les programmes et les rapports d'activité techniques ;
- toute question d'ordre scientifique ou méthodologique.

Ses membres sont nommés pour quatre années, renouvelables, par arrêté du ministre. Outre son président, personnalité de renommée scientifique en matière de statistique choisie par le ministre, le conseil comporte douze membres, dont huit spécialistes dans des domaines divers, un représentant d'AFRISTAT, un de l'agence malienne de la BCEAO, un de l'Institut d'économie rurale (IER), et un de l'Institut national de recherche en santé publique (INRSP).
Sur convocation de son président il se réunit deux fois par an en session ordinaire ou extraordinaire, le cas échéant. Son secrétariat est assuré par la Direction de l'Institut.

### le Comité de gestion
Il s'agit d'un comité interne à la Direction générale chargé d'assister son directeur dans ses tâches de gestion. Il est obligatoirement consulté sur :
- toute mesure de nature à modifier la structure des effectifs, la durée du travail ou les conditions d'emploi ;
- toute initiative visant des conditions de travail et de vie des travailleurs ;
- le plan de formation et de perfectionnement.

Il est composé du Directeur général (président), du Directeur général-adjoint, des chefs de services, et du représentant des travailleurs (élu en assemblée générale des travailleurs).

### La tutelle
L'autorisation préalable est requise pour :
- l'acceptation des subventions, dons et legs assortis de conditions ;
- les emprunts de plus d'un an ;
- la signature de toute convention et contrat d'un montant égal ou supérieur à cinquante millions de francs CFA ;
- la prise de participation financière ou toute intervention impliquant la cession des biens et ressources de l'Institut.

L'approbation expresse est requise pour :
- les plans de recrutement et l'organigramme de l'Institut ;
- le budget annuel de l'Institut ;
- le règlement intérieur de l'Institut.

## Histoire
L'INSTAT naît ainsi en 2009 de la transformation de la Direction nationale de la statistique et de l'informatique (DNSI) créée en 1977 puis refondue par ordonnance en 2004 ; pendant la période de transition nécessaire à la mise en place des diverses structures, les activités se poursuivent dans le cadre de fonctionnement et d'organisation de l'ex DNSI.
| Date           | Ministère                                                         | Ministre                |
| -------------- | ----------------------------------------------------------------- | ----------------------- |
| avril 2009     | Économie et des Finances                                          | Sanoussi Touré          |
| avril 2008     | Industrie, des Investissements et du Commerce                     | Amadou Abdoulaye Diallo |
| octobre 2007   | Économie, de l'Industrie et du Commerce                           | Bâ Fatoumata Nènè Sy    |
| mai 2004       | Plan et de l'Aménagement du territoire                            | Marimatia Diarra        |
| octobre 2002   | Plan, ministère délégué auprès du Premier Ministre                | Marimatia Diarra        |
| février 2000   | Économie et des Finances                                          | Mandé Sidibé            |
| .....          |                                                                   |                         |
| septembre 1962 | Pan et de la Coordination des affaires économiques et financières |                         |
| septembre 1959 | Plan et de l'Économie rurale                                      | Seydou Badian Kouyate   |

| Nom                                              | Période     |
| ------------------------------------------------ | ----------- |
| Sidibé Fatoumata Dicko                           | 1993 - 2004 |
| Mohamed Lamine Cisse                             | 1989 - 1992 |
| Balla Diallo                                     | 1986 - 1989 |
| Naman Keita                                      | 1981 - 1986 |
| Anthioumane N’Diaye                              | 1980 - 1981 |
| Dénis Traore                                     | 1973 - 1980 |
| Macki Koureissi Tall                             | 1969 - 1973 |
| Zana Ousmane Dao                                 | 1962 - 1969 |
| Yaya Diakite                                     | 1961 - 1962 |
| Moussa Balla Coulibaly André Serre (intérimaire) | 1959 - 1961 |
| Fisher                                           | 1958 - 1959 |
| André Serre                                      | 1953 - 1958 |

Historique du service de statistique du Mali
Le 15 avril 1946, par décret N° 46-721 du Président du Gouvernement provisoire de la République française a institué l’organisation et le fonctionnement du service de la statistique dans les Territoires d’Outre-Mer. La Centrale de mécanographie précurseur de l’actuel service informatique fut instituée au sein du service de la statistique par décret N° 4883 du 27 octobre 1948.
Par arrêté N° 594 du 20 février 1953 du gouverneur de l’AOF, le service statistique du Soudan français fut créé, dirigé par Monsieur André Serre ingénieur économiste qui peut être considéré comme le premier statisticien du Soudan français jusqu’à la Loi-cadre.
Monsieur Moussa Balla Coulibaly, ingénieur statisticien économiste stagiaire sorti de l’ENSAE (école d'application de l'Institut national de la statistique et des études économiques) nommé par décret N° 281-PDFP du Vice-président du Conseil du Gouvernement de la République soudanaise, à l’époque Jean Marie Kone, succéda à monsieur André Serre à la tête de la statistique du Soudan français le 1er septembre 1959. Le service de la statistique était alors placé sous la tutelle du Ministère du Plan et de l’Économie rurale, dirigé à l’époque par Monsieur Seydou Badian Kouyate.
La Statistique constituait en ce temps, la seule structure technique de ce département et avait pour mission  de collecter des données, pour les besoins des travaux de planification et d’information à l’intention des autres structures techniques extérieures. En 1961, Monsieur Yaya Diakité Ingénieur statisticien économiste sorti lui aussi de l’ENSAE, succéda à Monsieur Moussa Balla Coulibaly appelé à d’autres fonctions.
En septembre 1962, l’ampleur des tâches économiques a nécessité la création d’un Ministère d’État chargé du Plan et de la Coordination des Affaires économiques et financières avec désormais comme appui unique : le Service de la Statistique, dirigé par Zana Ousmane Dao, ingénieur statisticien économiste diplômé de l'ENSAE, qui a remplacé Yaya Diakite, appelé à d’autres fonctions, et le Service du Plan nouvellement créé, dirigé par son Directeur Monsieur Louis Sangare.
Les deux structures techniques que constituaient le Service de la Statistique et le Service du Plan ont été fusionnées en une seule Direction dénommée «Direction nationale du Plan et de la Statistique», dirigée par Monsieur Charles Daba  Samake, ingénieur  statisticien économiste. C’est ainsi qu’après le départ de Monsieur Zana Ousmane Dao à l’ambassade du Mali à Bonn que le Service de la Statistique a été successivement dirigé par messieurs :
- Macki Koreissi Tall de 1969 à 1973 ;
- Denis Traore de 1973 à 1977

En mars 1977, la Direction  nationale de la Planification et de la Statistique a éclaté pour donner naissance à la Direction nationale de la Planification dirigée par Monsieur Kaba Camara, et à la Direction nationale de la Statistique et de l’Informatique dirigée par Monsieur Denis Traore ingénieur statisticien économiste diplômé du Centre européen de formation des statisticiens économistes des pays en voie de développement (CESD) de Paris.
L’ordonnance N°77-30/CMLN du 30 mars 1977 crée donc La Direction nationale de la Statistique et de l’Informatique sous l’autorité du Ministre chargé du Plan  avec pour mission :
1. de collecter, traiter, interpréter et diffuser l’information statistique produite par elle-même ou par d’autres organismes ;
2. d’effectuer des études nécessaires en vue de définir une politique nationale informatique ;
3. de contribuer et de veiller à l’usage généralisé des données statistiques par l’ensemble des agents économiques.

Le 30 mars 2004, l'ordonnance N° 04-008/P-RM du 25 mars 2004 a abrogé l'ordonnance N° 77-30  / C.M.L.N. du 30 mars 1977.
Au terme de cette ordonnance, la Direction nationale de la Statistique et de l’Informatique est placée sous l’autorité du Ministre du Plan et de l’Aménagement du Territoire. Elle est dirigée par un Directeur national assisté d’un Directeur national adjoint. La DNSI est représentée par la Direction  régionale du Plan, de la Statistique, de l’Informatique, de l’Aménagement du Territoire et de la Population (DRPSIAP) dans chacun des chefs-lieux de région et dans le district de Bamako.
La Direction nationale de la Statistique et de l’Informatique a été successivement dirigée par :
- Denis Traore, ingénieur statisticien économiste, de 1973 à 1980 ;
- Anthioumane N’Diaye, ingénieur statisticien économiste, de 1980 à 1981 ;
- Naman Keita, ingénieur statisticien économiste, de 1981 à 1986 ;
- Balla Diallo, ingénieur statisticien démographe, de 1986 à 1989 ;
- Mohamed Lamine Cisse, ingénieur statisticien économiste, de 1989 à 1992 ;
- Mme Sidibe Fatoumata Dicko, ingénieur statisticien démographe, de 1993 à 2004 ;
- Seydou Moussa Traore, ingénieur statisticien démographe, de 2004 à 2009.